# Cönokarpikus termőtáj
Cönokarpikus az olyan termőtáj, amelynek termőlevelei egyetlen termővé nőnek össze. Tipikusan cönokarpikus például a mályvavirágúak (Malvales) és a mirtuszvirágúak (Myrtales) termőtája.
Fajtái:
- a szinkarpikus termőtáj termőlevelei a termő közepéig nőnek össze, és ezzel a magházat üregekre osztják.
- a parakarpikus termőtájban az osztó válaszfalak annyira redukálódtak, hogy a magház egyetlen, közös üreggé alakul – központi oszloppal vagy anélkül.